# Архангельский собор (Московский Кремль)
Собо́р Свято́го Архистрати́га Михаи́ла в Кремле́ (Арха́нгельский собо́р) — православный храм, расположенный на Соборной площади Московского Кремля. Усыпальница русских монархов. Был построен в 1508 году по проекту архитектора Алевиза Нового. Входит в Государственный историко-культурный музей-заповедник «Московский Кремль».

## История

### Строительство
Первый деревянный храм во имя святого Архистратига Михаила был построен, предположительно, в 1247—1248 годах московским князем Михаилом Хоробритом, братом Александра Невского. В 1333-м на его месте воздвигли белокаменную Архангельскую церковь, которую освятил митрополит Феогност. Сооружение возвели по указу Ивана Калиты в благодарность за избавление Руси от голода, вызванного возросшей, но не давшей зёрен рожью. Предположительно, это был небольшой одноглавый храм, подобный Спасу на Бору. Он служил усыпальницей великокняжеского рода. В конце XIV века собор расписали иконописец Феофан Грек и его ученики, а также создали новые иконы для высокого двухъярусного иконостаса. Во время пожара 1475 года для спасения здания от огня разобрали деревянные приделы во имя Воскресения и апостола Акилы, которые восстановили в 1482-м.
К началу XVI века храм обветшал и был переполнен гробницами умерших. Его разобрали в 1505 году по указу Ивана III. Строительство нового собора поручили итальянскому архитектору Алевизу, получившему прозвище «Новый». Мощи князей на время перенесли в находившуюся рядом церковь Иоанна Лествичника. Великий князь не дожил до окончания строительства, и его похоронили в заложенном соборе. Работы продолжились при Василии III. Когда постройка была доведена до верхних камор, гробы князей перенесли и расположили вдоль стен. Алевиз Новый построил традиционный крестово-купольный собор с элементами итальянского зодчества. В качестве образца для своего творения он использовал Успенский собор, что определило пятиглавие и разделение алтарной преграды на пять частей в Архангельском храме. 8 ноября 1508-го его освятил митрополит Симон. Уже спустя три месяца там был похоронен князь Димитрий, сводный брат великого князя Василия III. Собор имел семь приделов: Первого и Второго обретения главы пророка Иоанна Предтечи, Симеона Столпника, Покровский придел, Иоанна Милостивого, Андрея Критского, Обновления храма Воскресения Христова, апостола Акилы. Спустя несколько лет после окончания строительства с севера и запада к собору были пристроены крытые паперти (существующая южная паперть, вероятно, относится к XVII веку).

### XVI—XIX века

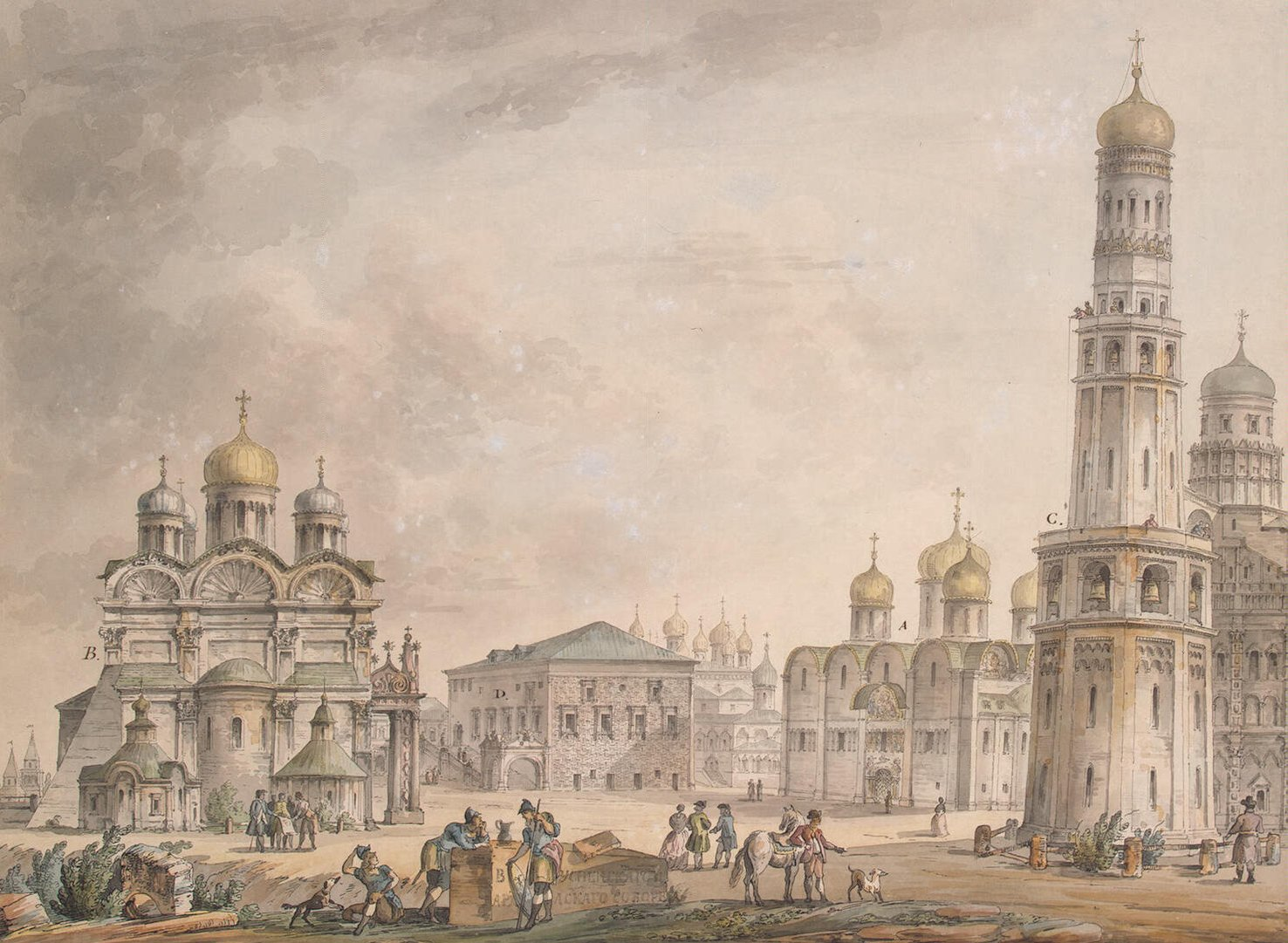
Восточный фасад Архангельского собора на картине Джакомо Кваренги, 1797

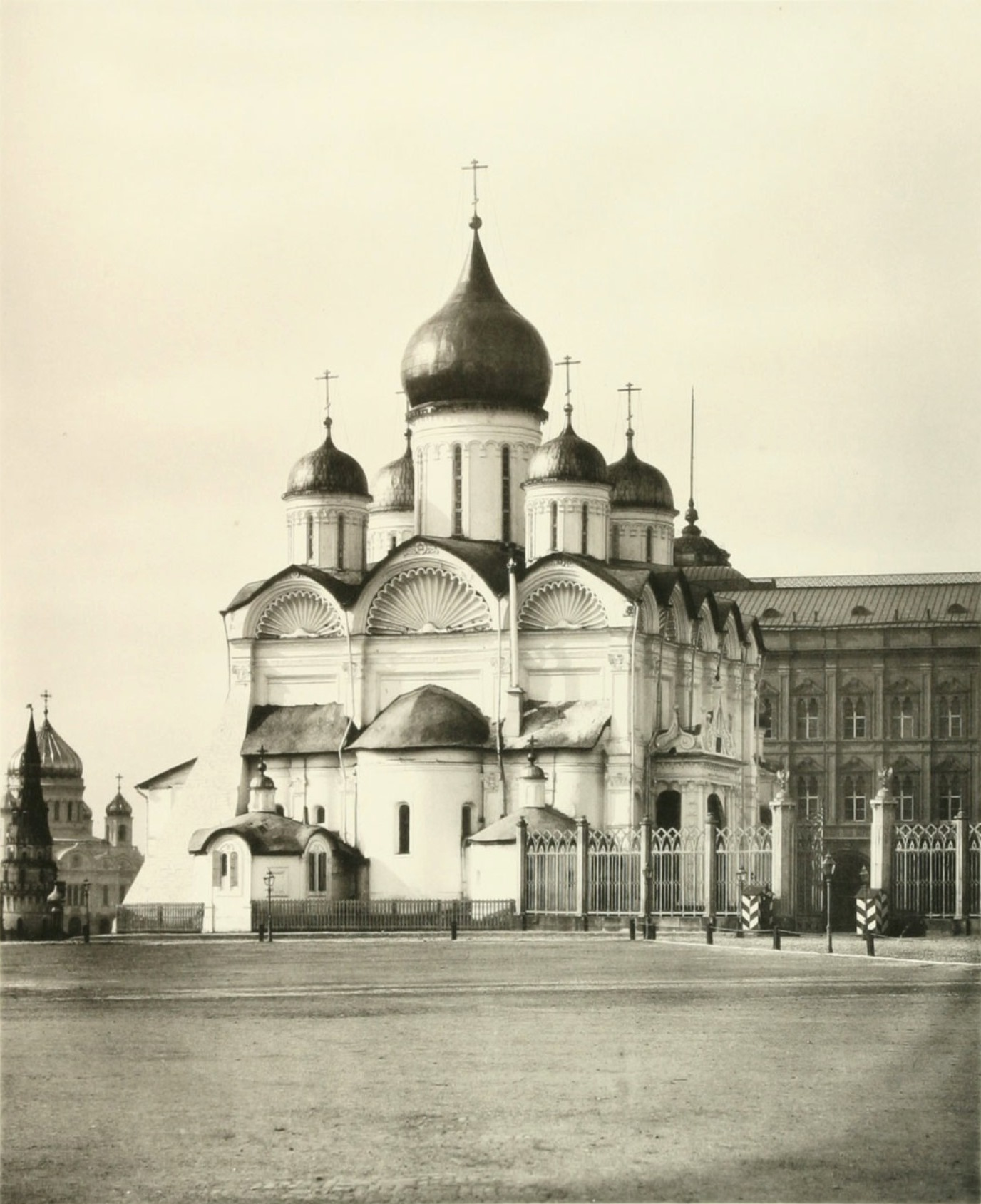
Архангельский собор, 1882

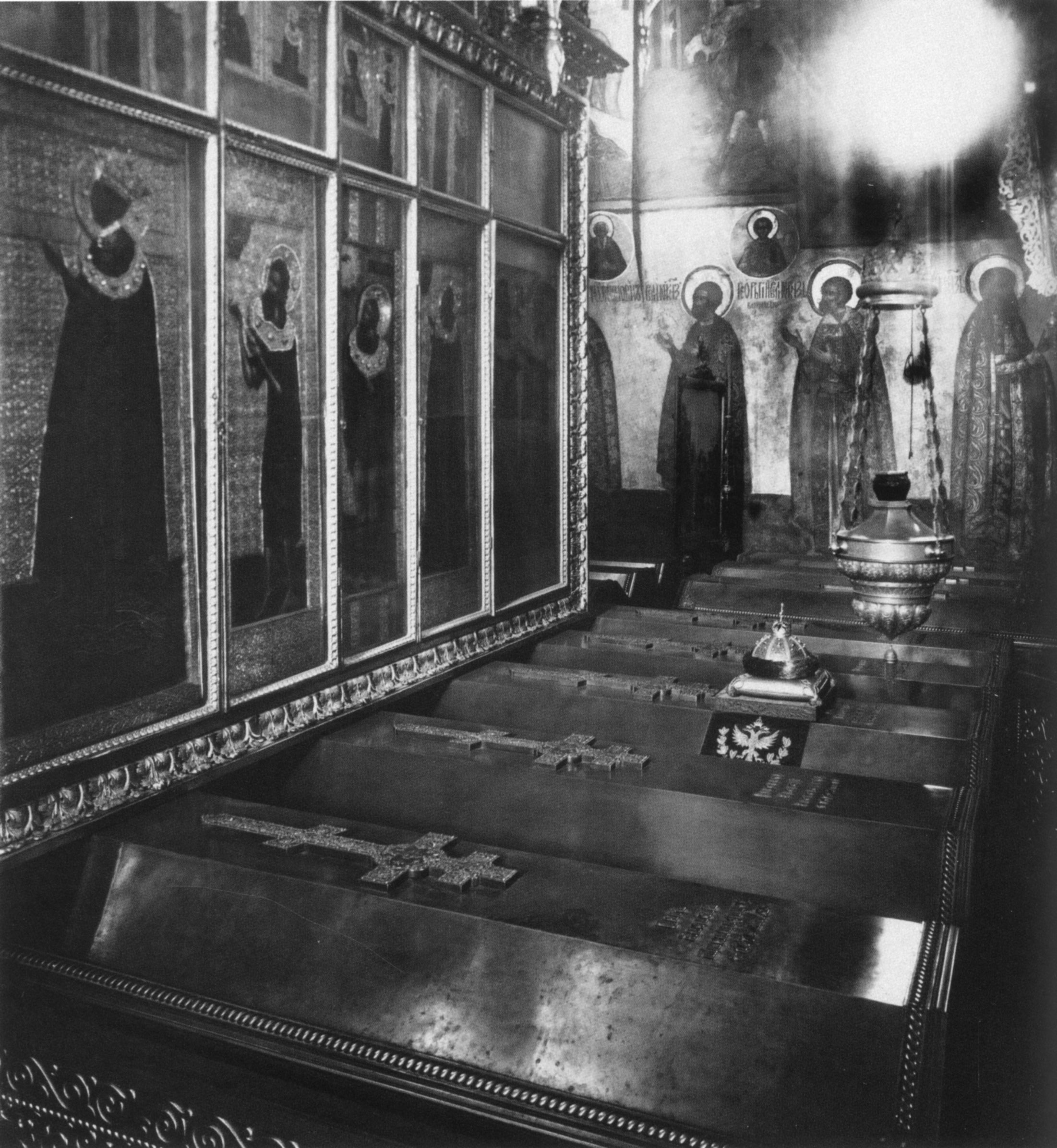
Гробницы царей, до 1917 года

Собор пострадал в пожаре в 1547 году. Повреждённая от огня живопись была восстановлена новгородскими и псковскими мастерами. С 1599 по 1765 год при нём стояли особые архиереи, совершавшие панихиды в дни поминовения князей и царей. В 1581 году по распоряжению Ивана Грозного в южной апсиде был похоронен царевич Иван, тогда же там был устроен престол Иоанна Лествичника; позднее там же были похоронены сам Иван IV и Борис Годунов (прах последнего по приказу Лжедмитрия I был перенесён в Варсонофьевский монастырь). В середине XVI века к северной апсиде с восточной стороны были пристроен одноглавый придел Покрова Богородицы, в конце столетия у южный апсиды появился симметричный ему придел Иоанна Предтечи.
В 1606 году в собор перенесли прах царевича Димитрия, а в 1632 году над его гробницей была поставлена резная белокаменная сень. В 1652 году по указу государя Алексея Михайловича началось возобновление стенописи, пришедшей в ветхость. Мастерам указали сбить старую роспись, составив её описание, и приступить к выполнению новой. Однако работы приостановили из-за нехватки денег в казне после затяжных войн с Польшей и Швецией. Продолжили реставрацию в 1660-м и закончили через шесть лет. На последнем этапе артель мастеров возглавлял изограф Симон Ушаков. С ним работали девяносто два художника, среди которых: Степан Резанец, Сидор Поспеев, Яков Казанец, Фёдор Зубов, Фёдор Фёдоров Козлов, Иосиф Владимиров, Гурий Никитин и Сила Савин. В 1677 году Ушаков написал для собора посмертную парсуну царей Михаила Фёдоровича и Алексея Михайловича. В 1680-м был создан новый резной иконостас.
Собор пострадал в ходе Троицкого пожара в 1737 году, после чего его капитально ремонтировали в правление Елизаветы Петровны. Возобновлением руководил князь Дмитрий Ухтомский. В результате работ были сооружены серебряные чеканные вызолоченные оклады на местные иконы, восстановлены портреты царей и надгробия. Центральная, ранее шлемовидная глава, получила луковичную форму, часть южного фасада перекрыли белокаменными контрфорсами, с закомар убрали украшения. Несколько позднее за ветхостью разобрали западную и северную крытые паперти, а придел Иоанна Предтечи капитально перестроили. После учреждения самостоятельного Московского епархиального управления в 1742-м Архангельский собор стал кафедральным. С 1771 года по 1801 год протоиереем собора был Пётр Алексеев, лексикограф и автор «Церковного словаря».
По указу Екатерины II на подоле Боровицкого холма, рядом с Архангельским собором, было решено воздвигнуть Кремлёвский дворец по проекту Василия Баженова. Однако при выкапывании рвов для фундамента земля вблизи храма начала осыпаться и на строении появились трещины. Работы остановили, а южную стену собора укрепили тремя контрфорсами. В 1772 году восстановили три верхних яруса иконостаса, отреставрировали решётки около гробниц, изготовили пять паникадил, сделали новые покрова: бархатные — на царские надгробия и суконные с крестами из серебряного позумента — на великокняжеские.
Во время оккупации Москвы французами в 1812 году собор подвергся разорению: были испорчены иконы, раки лишили окладов и украшений. В алтаре находилась кухня Наполеона, а на царских гробницах стояли винные бочки. После окончания Отечественной войны все похищенные украшения заменили новыми, промыли иконы и очистили росписи от копоти. Собор переосвятил в 1813-м епископ Августин (Виноградский), викарий Московской епархии.
В 1826 году к южной стене собора пристроили двухэтажную палату для священнослужителей на месте прежней одноэтажной, в которой судили монастырских крестьян. В 1837-м среднюю главу собора позолотили и обшили медными листами, четыре угловых купола покрыли белой жестью, кресты на всех главах обтянули латунью и вызолотили. Через десять лет в западное междустение перенесли Покровский придел.
Общая реставрация Архангельского собора по очистке и возобновлению икон и стенописи была произведена в 1853 году под руководством художника Н. А. Козлова. В 1870-е годы иконы реставрировались Николаем Подключниковым. В 1895-м храм перешёл в ведение Московской дворцовой конторы. Через два года реставрацию иконостаса и образов производила мастерская Якова Ефимовича Епанечникова под наблюдением Московского археологического общества.
Согласно Высочайшему повелению, Святейший Синод указом № 809 от 23 февраля 1895 года передал Архангельский собор из епархиального в Придворное ведомство со всем имуществом, капиталом и (временно) причтом.

### XX век

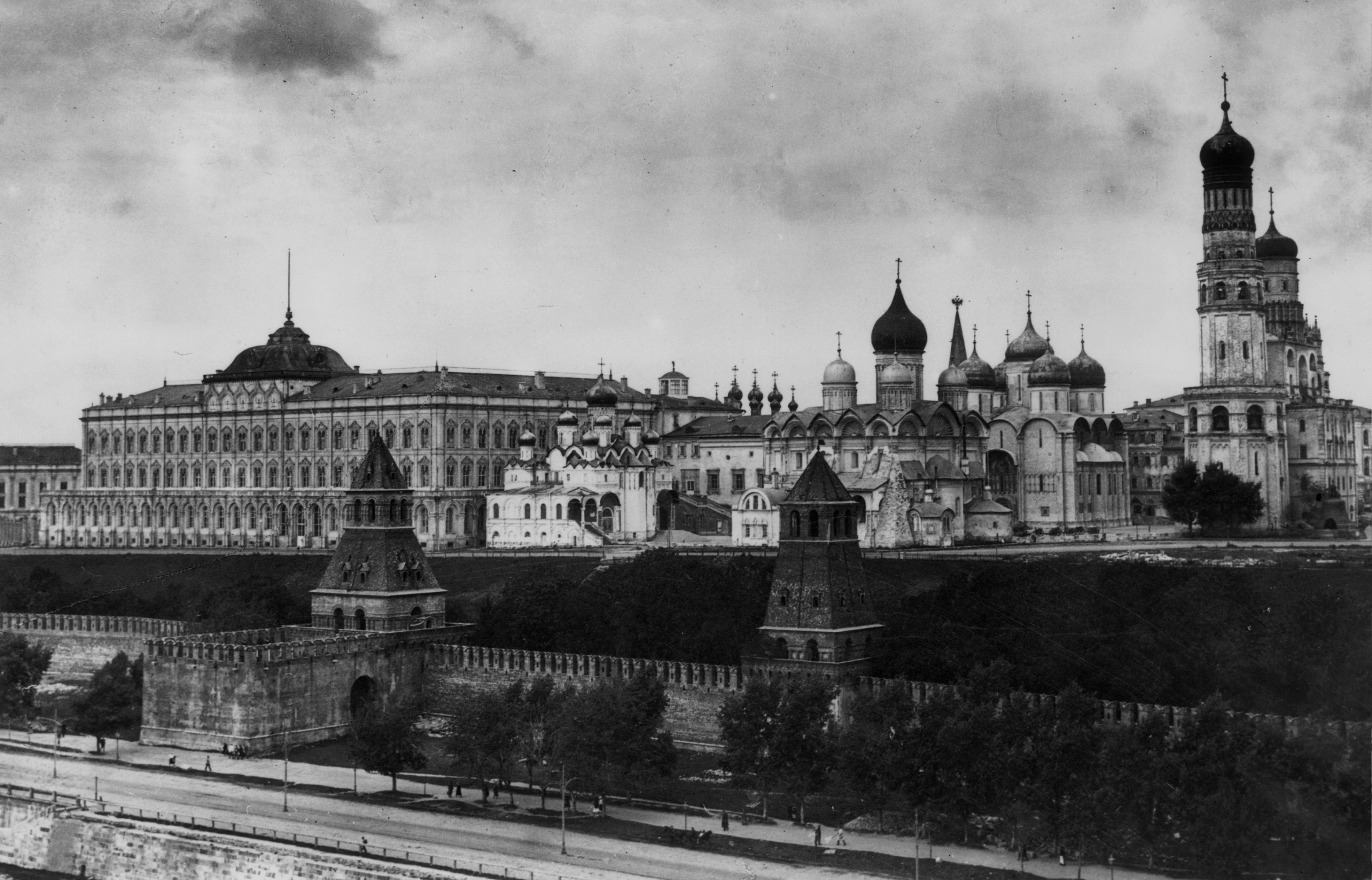
Вид на Архангельский собор с реки, начало 1920-х

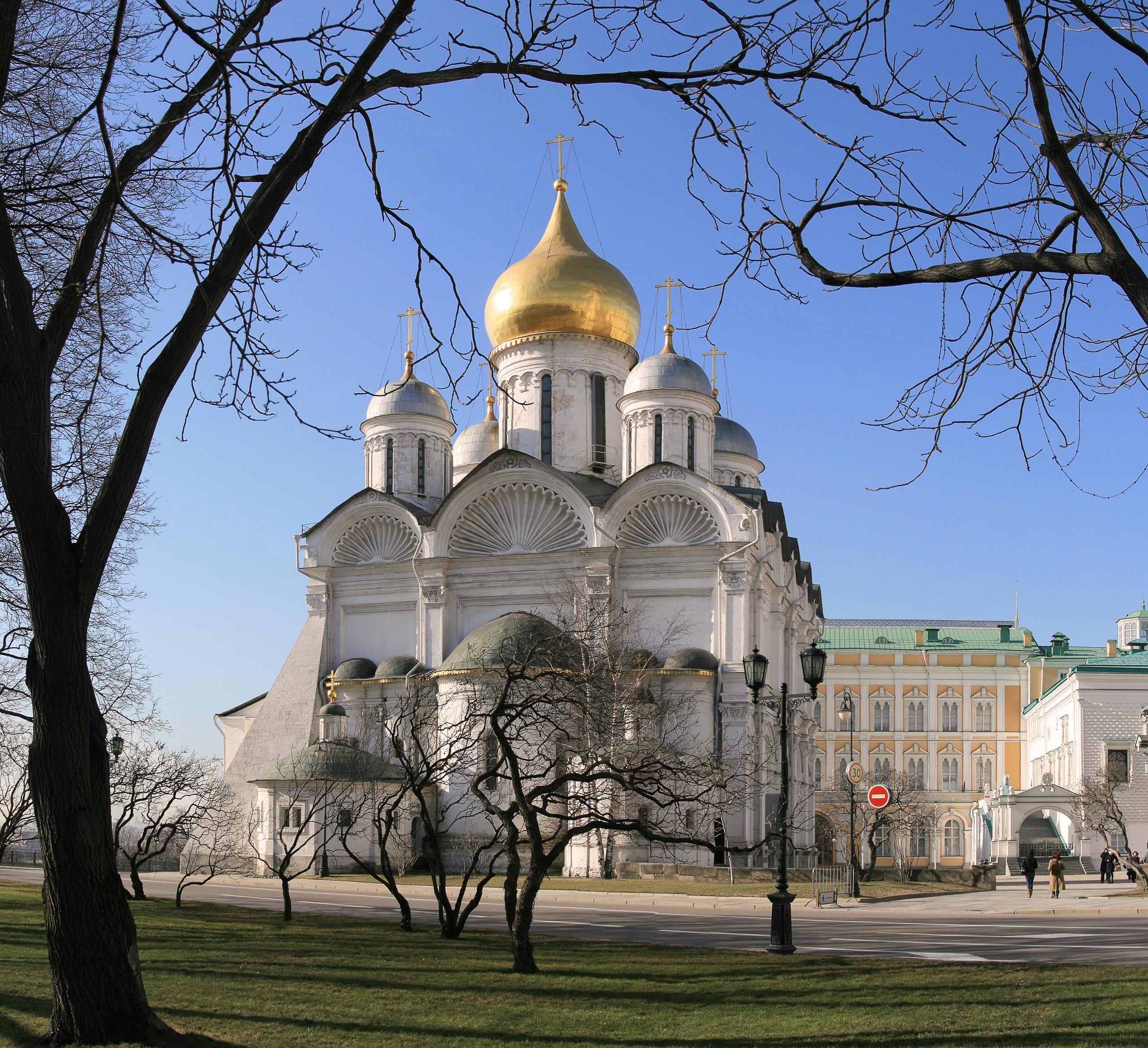
Архангельский собор
(вид с северо-востока)

В 1913 году к 300-летнему юбилею царствования дома Романовых в соборе обновили интерьер усыпальницы, промыли стенопись и главный иконостас, отреставрировали Царские врата, вычистили паникадила, подсвечники. По рисунку великого князя Петра Николаевича была сооружена сень над гробницей царя Михаила Фёдоровича с двумя массивными лампадами. Их зажёг император Николай II, прибыв в Кремль 24 мая того же года.
Во время вооруженного восстания 1917 года Кремль обстреливался из тяжёлой артиллерии — в храм попал снаряд. Из протокола осмотра наружных и внутренних строений комплекса от ноября того же года: 

Снаряд попал в южную стену собора и разрушил среднюю часть левого по выходе из собора контрфорса, образовав выбоину в кирпичной кладке длиною и шириною около 2 аршин и глубиною до 10 вершков.
Как и другие храмы Кремля, собор закрыли в 1918 году, но были начаты восстановительные работы. В 1920-е годы специалистами Всероссийского художественного научно-реставрационного центра имени И. Э. Грабаря были укреплены и покрыты олифой местные и большие центральные иконы; убран деревянный тамбур, скрывавший живопись лоджии на западном фасаде, а также разобран псевдоготический портик XVIII века.
В 1934—1935 годы реставрировались образы из местного и праздничных чинов: были укреплены основы, левкас и красочный слой. В 1950-х годах раскрыли из-под позднейших записей стенопись XVII века. В 1955-м собор преобразовали в музей. В том же году начались реставрационные работы, к которым привлекли центральную научно-производственную мастерскую Академии архитектуры СССР. В 1960-м кремлёвские музеи передали в ведение Министерства культуры. В 1962—1965 годах в Архангельском соборе проводились архитектурно-археологические работы. Антрополог Михаил Герасимов по найденным останкам воссоздал скульптурные портреты Ивана Васильевича и Фёдора Ивановича.
В 1969-м по инициативе главного архитектора Кремля Владимира Ивановича Фёдорова отдел Всероссийского производственного научно-реставрационного комбината провёл реставрацию живописи в барабанах собора. В 1970-х годах были восстановлены фрески, промыты иконы и укреплена конструкция иконостаса. С 1991-го в соборе совершаются богослужения.

## Архитектура

### Внешний вид

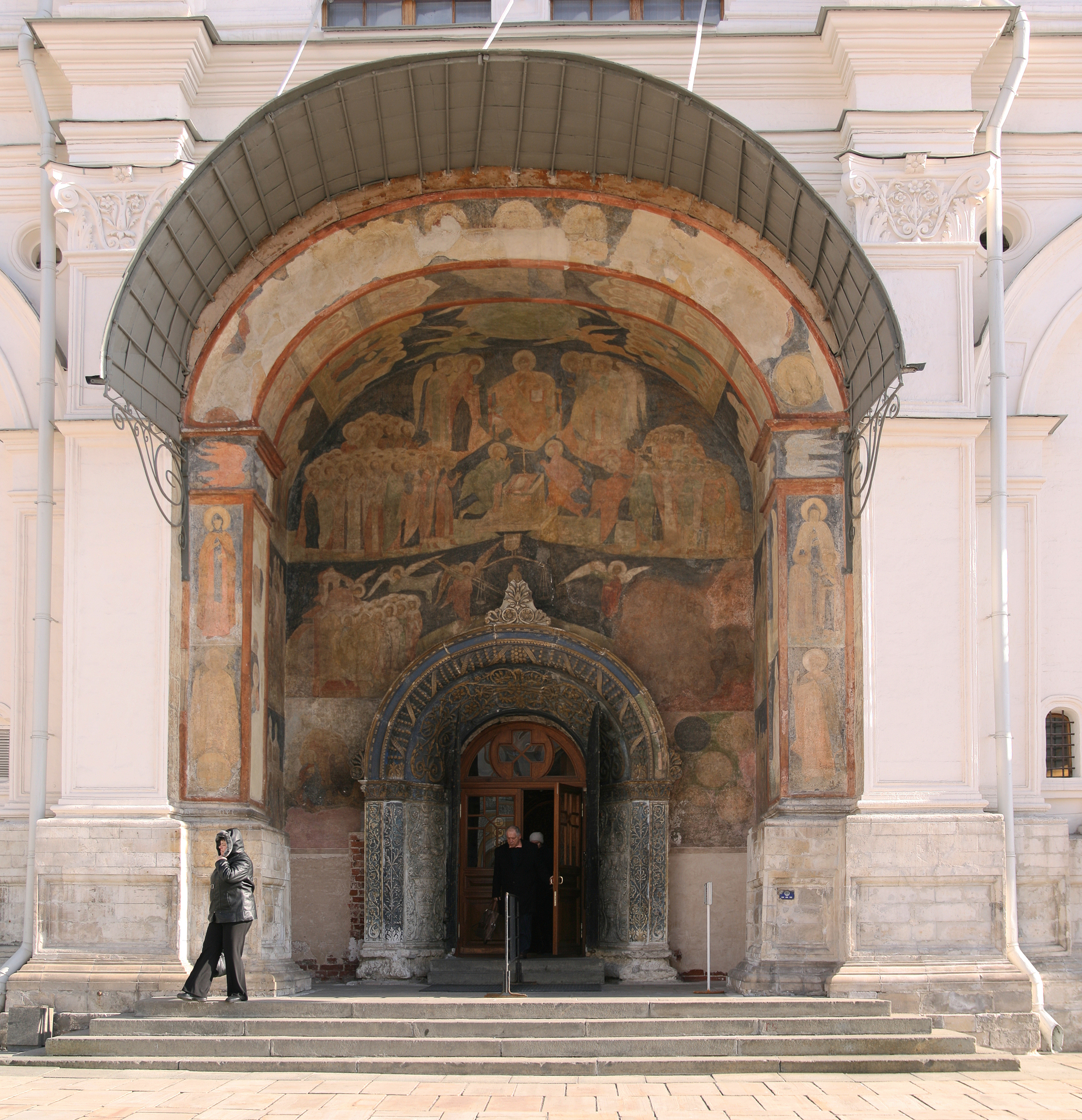
Центральный портал западного фасада, 2014 год

Пятиапсидный собор высотой 21 метр построен из белого камня. Пять куполов сдвинуты к востоку. Центральная глава возведена над амвоном, с которого священник произносит проповеди, над алтарной частью установлены купола малых размеров. Фасад разделён пилястрами и украшен двумя карнизами, визуально разделяющими здание на два этажа. Нижний ярус более высокий и мощный, с декоративными арками в простенках, верхняя часть строения имеет меньший размер и декорирована широкими филёнками. Стены собора разбиты на прясла. Неодинаковая ширина вертикальных членений северного и южного фасадов обусловлена диаметром барабанов: западные шире восточных. Западный фасад с тремя вертикальными членениями, в отличие от северного и южного, симметричен. Закомары украшены белокаменными раковинами, изначально над ними располагались акротерии в виде высоких сосудов. В обработке стен широко использованы мотивы зодчества итальянского Возрождения. Если в архитектуре Успенского собора эти мотивы присутствуют лишь в отдельных чертах (завершение пилонов антаблементом, выделение цокольного этажа), то в оформлении фасадов Архангельского собора и его интерьеров они становятся основным принципом декорации. Алевиз Новый украсил фасады ордерными пилястрами с растительными капителями, многопрофильными карнизами, отделяющими закомары от плоскости стен, чего не делали древнерусские зодчие, ренессансными раковинами и впоследствии утраченными акротериями . Пилястры венчают капители с тонкой резьбой в виде волют и листьев аканта. Междуэтажная тяга и карниз над пилястрами раскрепованы, что делает вертикальное членение более акцентированным и придаёт большую стройность всему объёму. Согласно реконструкции В. Н. Меркеловой, сочетание малых и больших круглых окон-розеток в центральном люнете западного фасада (сохранились в изменённом виде), выглядит аналогично сочетанию малых и больших круглых окон фасада и лучкового фронтона церкви Санта-Мария-дей-Мираколи в Венеции, постройки Пьетро Ломбардо (1481—1489). Более того, такие приёмы типичны для всей венецианской архитектуры, они продемонстрированы, к примеру, на южном фасаде Скуолы Гранде ди Сан-Марко (архитекторы П. Ломбардо и М. Кодуччи, 1485—1505).
Первоначально главы храма покрывала чернолощёная черепица, стены были окрашены красной охрой с разлиновкой под кирпичную кладку, а ордерные элементы — белым. В западной части собора находится отделённое стеной помещение, на втором ярусе — хоры, предназначавшиеся для женщин царской семьи; в средней части помещения находится выходящая на западный фасад лоджия. Стены лоджии были расписаны в середине XVI века на тему крещения Руси; эта живопись неоднократно обновлялась.
Выполненные из белого камня порталы увенчаны резными акротериями и декорированы растительным орнаментом; особенно богатой и проработанной резьбой отличается главный, западный портал. Главный вход собора находится в широком углублении. На западном фасаде расположены ещё две боковые двери, ведущие на верхние этажи западной пристройки. Через них можно было попасть в соборную ризницу, которая размещалась в подвалах, и во внутренние придельные храмы. С восточной стороны к зданию примыкают приделы святого Уара и Иоанна Предтечи, построенные во второй половине XVI века.
Мотивы ренессансного декора, впервые широко применённого в архитектуре Архангельского собора, впоследствии часто использовались в русском зодчестве (в особенности резные порталы, карниз, филёнки, раковины, круглые окна закомар).

### Интерьер

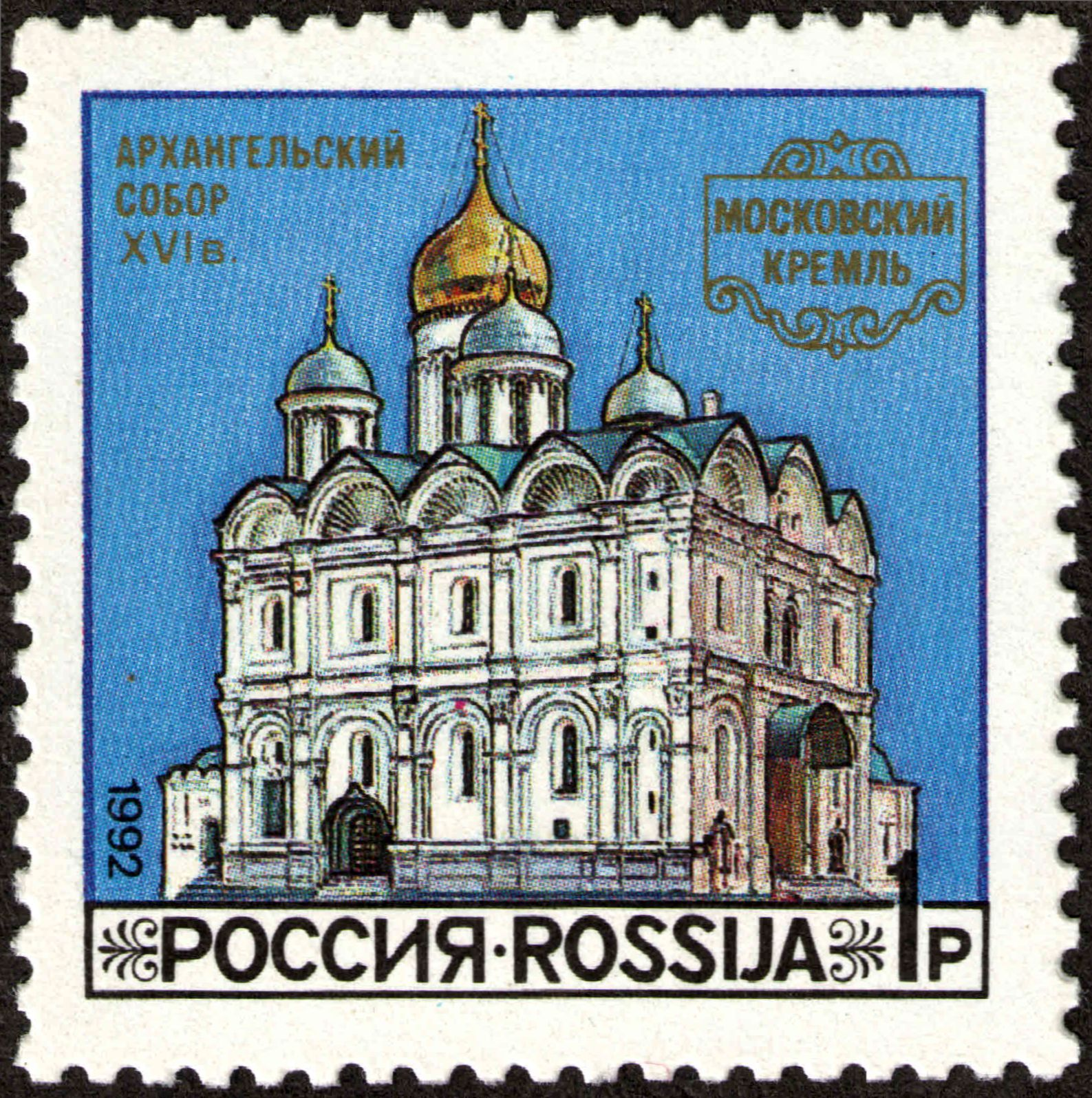
Почтовая марка 1992 год

Если в пластической проработке фасадов Алевиз Новый зашёл значительно дальше проектировавшего Успенский собор Фиораванти, то выполненное им конструктивно-планировочное решение было вполне традиционным. Вместо использованных в Успенском соборе крестчатых сводов и круглых столпов здесь применены обычные для древнерусской архитектуры полуциркулярные своды и крестчатые в плане столпы. Возврат к традиционной крестовокупольной системе породил дробность и неравномерность членений внутри храма и лишил его объёма и «зальности», свойственных интерьеру Успенского собора. Внутреннее пространство выглядит более затеснённым и тёмным ещё и потому, что окна в южной стене были заложены в XVIII веке при устройстве контрфорсов, а площадь боковых нефов занята однотипными надгробиями князей и царей, поставленными в 1630—1638 годах. Всё это мешает восприятию введённой зодчим в интерьер собора ордерной декорации: создающие ритм крестчатые столпы и отвечающие им на стенах пилястры, обходящий рукава креста в уровне подпружных арок карниз подчёркивают выраженность системы горизонтальных членений. Своды закреплены на шести сложенных из кирпича столпах, четыре из них устроены в центральной части храма, два — в алтаре. Столпы установлены на увеличивающие их сечение высокие постаменты.

#### Росписи

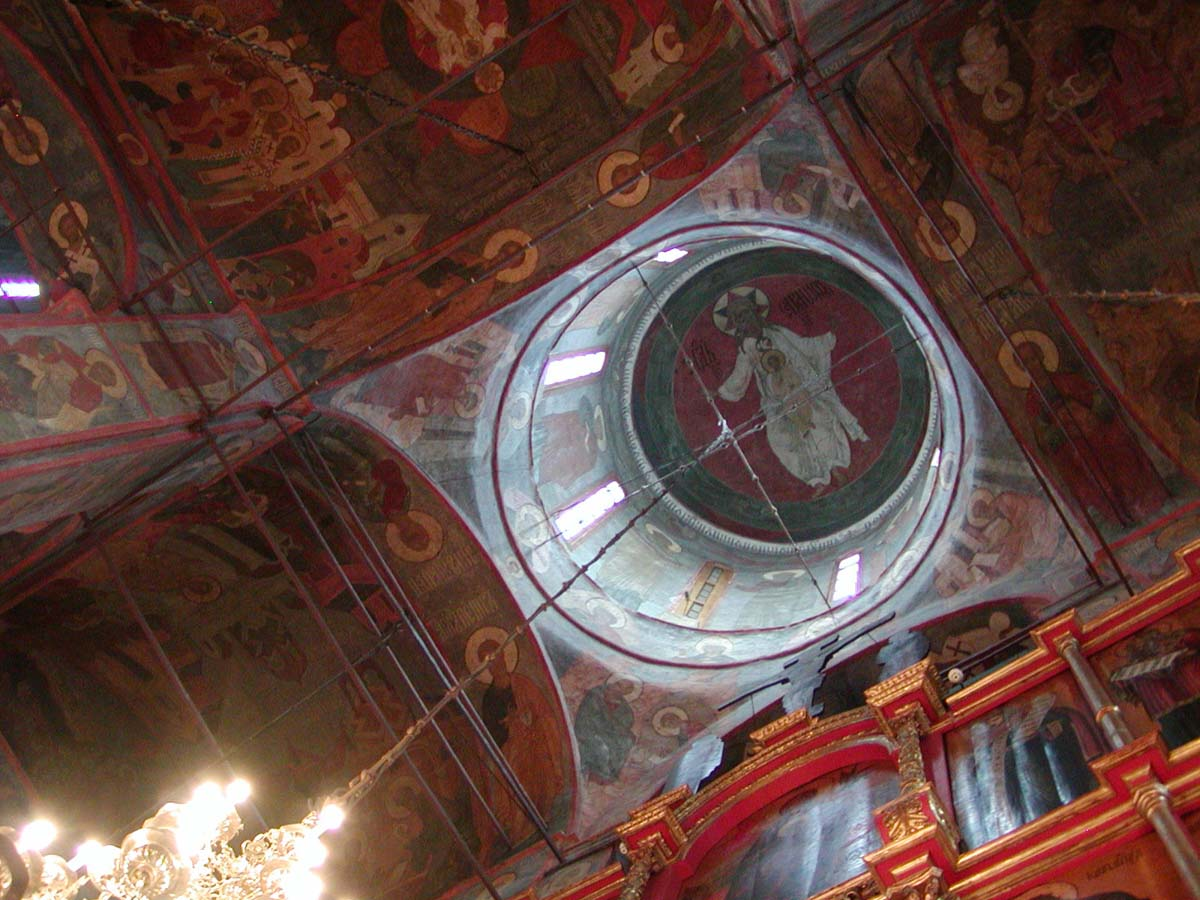
Стенопись, 2003 год

О росписи собора после постройки сведений нет; возможно, первоначальная ордерная декорация интерьера не предполагала использование росписи. При Иване Грозном, в 1564—1565 годах, собор был расписан новгородскими и псковскими живописцами; фрагменты этих росписей сохранились в лоджии над западным входом и в служащем усыпальницей Ивана IV дьяконнике (несколько сцен на сюжет притчи о богаче и Лазаре; верхний ярус дьяконника расписан уже в XVII веке). В 1652—1666 годах обветшавшие росписи были сбиты, и на их месте по предварительно снятым прорисям стены были расписаны вновь — с сохранением иконографии и композиционных схем росписей XVI века. В создании этих росписей, дошедших до наших дней, участвовали 92 мастера, включая «жалованных иконописцев» Якова Казанца, Степана Резанца, Сидора Поспеева, Фёдора Зубова, Гурия Никитина и Симона Ушакова.
Более шестидесяти портретов русских князей расположены на столпах и в первом ярусе. Среди них московские князья Иван Калита, Василий III, Дмитрий Донской, Иван III и другие, удельные князья, а также князья Владимиро-Суздальской и Киевской Руси. В куполах представлены лики пророков, праотцев, на сводах — сюжеты из Нового Завета. В центральном барабане изображены фигуры Адама и Евы. В западных куполах помещены образы архангелов Михаила и Гавриила, ниже — апостолов, святых угодников, воинов-мучеников и сцены чудес архангела Михаила. Над алтарём находятся композиции Богородичного цикла, в том числе «Успение Богоматери». На южной стене в третьем ярусе помещена композиция «Крушение стен Иерихона». Пять композиций во втором ярусе повествуют об отроке Василии, нашедшем золото. В западной части собора располагается цикл композиций на тему «Символы веры». Над входом в собор, снаружи, находится композиция, изображающая сцены Страшного суда.

#### Иконостас
В соборе установлен иконостас рамной конструкции высотой 13 м с полихромным резным декором, изготовленный мастерами во главе с И. Недумовым на Потешном дворе в 1680 году. Он разделён четырьмя горизонтальными поясами-карнизами и по вертикали делится на три части — центральную и боковые. Иконостас пострадал во время оккупации Москвы французами в 1812 году; иконы двух нижних ярусов были выломаны и использовались солдатами как скамейки и кровати. В 1813 году иконостас был восстановлен и дополнен резьбой, были заменены на резные колонны в нижнем ярусе и в средней части верхних ярусов; тогда же были изготовлены царские врата. Иконостас состоит из четырёх ярусов: пророческого, деисусного, праздничного и местного. Большая часть икон написана в 1681 году художниками Дорофеем Золотаревым, Фёдором Зубовым, Михаилом Милютиным, остальные образы относятся к XIV—XVI векам.
В пророческом чине изображены ветхозаветные пророки. Они держат развёрнутые свитки в руках, на которых написаны тексты из их предсказаний о Боговоплощении. В центре ряда представлена Богоматерь на троне с отроком Христом на коленях. Над ними помещено распятие с предстоящими Богоматерью и Иоанном Богословом. Оно вырезано из дерева и расписано Фёдором Зубовым и Михаилом Милютиным. Центр деисусного ряда занимает композиция «Спас в силах», справа — Богоматерь и архангел Михаил, слева — Иоанн Предтеча и архангел Гавриил. В праздничном чине представлены события Нового Завета, которые отмечаются церковью. В местном ряду находятся патрональные святые великих князей и царей. Самая древняя икона — «Архангела Михаила с деяниями» — была написана в конце XIV — начале XV века по заказу вдовы Дмитрия Донского в память о муже.
При средних столбах собора в двух- и трёхпоясных иконостасах находятся образы, именуемые царскими. Лики в нижних поясах называются тезоименными, они изображают патрональных святых погребённым царям; во втором ярусе — родимыми, так как были написаны при рождении царевичей; в третьем — гробовыми.
|  |  |  |  |

## Некрополь

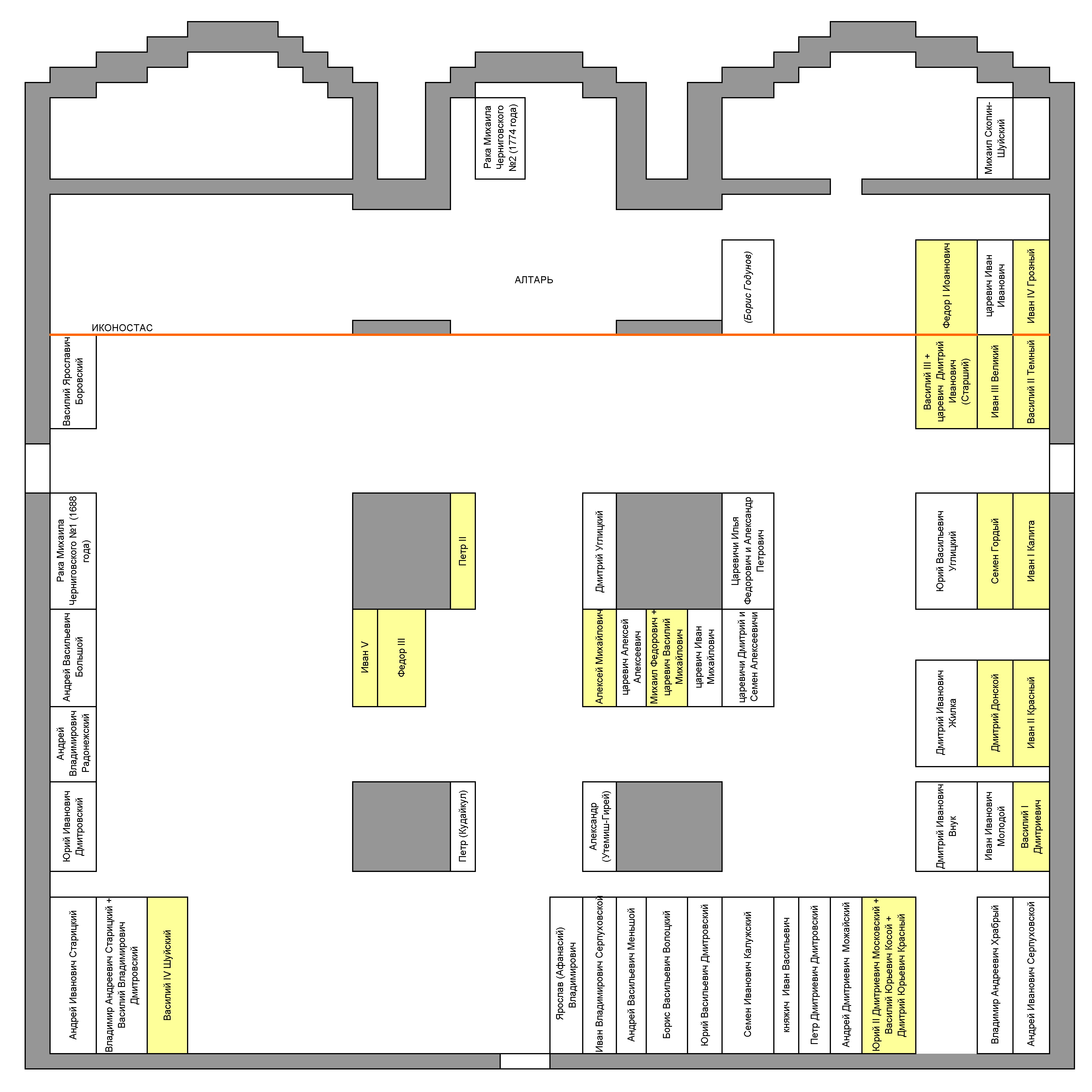
Схема расположения мужских погребений, 2015 год

В октябре 1508 года Великий князь Василий III «повелел уготовить места и перенести мощи прародителей своих Великих князей Русских» в новый Архангельский собор с указанием правил захоронения. В нём находятся 46 гробниц и 54 захоронения. Погребения совершали в белокаменных саркофагах, которые опускали под пол в землю. Над захоронениями устанавливали кирпичные надгробия с плитами, украшенными тонкими резными растительными орнаментами и эпитафиями. В 1630—1638 годах все существовавшие к тому времени надгробия были заменены на однотипные кирпичные, с резными белокаменными стенками. В 1906 году надгробия были покрыты бронзовыми футлярами. Первым в храме был похоронен Иван Калита, его гробница установлена у южной стены. Вдоль западной помещены саркофаги близких родственников великих князей, вдоль северной — князей, впавших в немилость и умерших насильственной смертью. У северо-западного и юго-западного столпов захоронены принявшие православие представители татарской знати, находившиеся при русском дворе. Цари из династии Романовых похоронены у юго-восточного и северо-восточного столбов. За иконостасом с южной стороны находятся захоронения Ивана IV Грозного, его сыновей Ивана и Фёдора, в приделе Иоанна Предтечи — захоронение полководца Михаила Скопина-Шуйского. В соборе также стоят гробницы удельных князей из Московского княжеского дома — Юрия Звенигородского, Василия Косого, Юрия Дмитровского, Василия Боровского, Андрея Углицкого, Владимира Храброго, Андрея Серпуховского. У юго-восточного столба под резной белокаменной сенью первой половины XVII века находится рака с мощами царевича Дмитрия Угличского; в 1630 году чеканщиком Гавриилом Овдокимовым было изготовлена серебряная рака с рельефным изображением царевича, ныне хранящаяся в Оружейной палате. С северной стороны находится рака с мощами князя Михаила Черниговского. Её перенесли из церкви, стоявшей над зданием приказов и снесённой при постройке Кремлёвского дворца Баженова. Последнее захоронение в Архангельском соборе состоялось в 1730 году, когда у северо-восточного столба похоронили императора Петра II . Напротив надгробий расположены изображения в полный рост почти всех погребённых здесь великих князей.

## Крипта
В 1929 году перед сносом Вознесенского монастыря благодаря Николаю Померанцеву в крипту подвальной палаты южной пристройки Архангельского собора перенесли останки княгинь и цариц. В 2008-м в придел мученика Уара поместили мощи преподобной Евфросинии Московской.